# Consulado General de Rusia en Nueva York
El Consulado General de Rusia en Nueva York (en ruso: Генеральное консульство Российской Федерации в Нью-Йорке) es la misión diplomática que la Federación Rusa tiene en la ciudad neoyorquina. Inaugurado en 1994, el consulado está situado en el número 9 de la calle East 91st Street, en la antigua casa de John H. Hammond, en el Upper East Side de Manhattan. Anteriormente, entre 1933 y 1948, existió un consulado de la antigua Unión Soviética en la calle East 61st Street.

## Edificio
La casa fue construida en 1903 por John H. Hammond, un banquero de la ciudad de Nueva York. La casa adosada de cinco pisos, de estilo renacentista y construida en piedra caliza, fue diseñada por la firma Carrère & Hastings, quienes también fueron responsables del diseño de la sede principal de la Biblioteca Pública de Nueva York, y está considerada como una de sus mejores residencias. La planta baja tiene un marcado rusticado en bandas, mientras que las demás plantas contienen ventanas cada vez más pequeñas.

## Historia

### 1903-1926
Muchos emigrantes rusos que llegaron a Estados Unidos entre 1903 y 1926 pasaron por Nueva York, lo que convirtió al consulado en una parte importante de la misión diplomática del entonces Imperio ruso. Hasta 1915, el consulado tenía jurisdicción sobre el consulado de Filadelfia, tras lo cual la responsabilidad pasó a manos del cónsul general en Pittsburgh.

### 1933-1948
En 1933, Estados Unidos reconoció diplomáticamente a la Unión Soviética y, el 21 de abril de 1934, los soviéticos abrieron un consulado general en la ciudad de Nueva York, en el número 7-9 de la calle East 61st Street.
El 31 de julio de 1948, Oksana Kasenkina, ciudadana soviética y profesora de los hijos de los diplomáticos de la misión soviética ante las Naciones Unidas, pidió refugio al editor de un periódico en lengua rusa de la ciudad de Nueva York, y se hicieron los arreglos necesarios para llevar a Kasenkina a Reed Farm, en Valley Cottage, gestionada por la llamada Fundación Tolstói gestionada por los migrantes rusos. Durante su estancia en la granja, Kasenkina escribió una carta al cónsul general soviético Jacob Lomakin que decía: «Le imploro, le imploro una vez más, no deje que perezca aquí. No tengo fuerza de voluntad». El 7 de agosto, Lomakin y el vicecónsul Chepurnykh llegaron a la granja. Según la presidenta de la Fundación Tolstói, Alexandra Tolstaya, Kasenkina «por su propia voluntad» los acompañó al consulado.
El 9 de agosto, el embajador soviético en Estados Unidos, Alexander Panyushkin, presentó una carta de protesta al Departamento de Estado, alegando que Kasenkina había sido secuestrada y retenida contra su voluntad por miembros de la Fundación Tolstói. El 11 de agosto, Viacheslav Mólotov entregó una nota de protesta al embajador de Estados Unidos en la Unión Soviética, Walter Bedell Smith, en la que se repetían las acusaciones.
A raíz del clima en el que la prensa neoyorquina acusaba a los soviéticos de retener a Kasenkina contra su voluntad, el 11 de agosto el juez del Tribunal Supremo de Nueva York, Samuel Dickstein, dictó una orden de habeas corpus contra el cónsul general Lomakin, exigiéndole que presentara a Kasenkina al día siguiente ante el tribunal. Ese mismo día, un funcionario consular soviético declaró que Lomakin no presentaría a Kasenkina, y a la mañana siguiente el embajador Panyushkin presentó al Departamento de Estado una nota en la que cuestionaba la legalidad de la orden según el derecho internacional. Un asesor jurídico del Departamento de Estado escribió al gobernador de Nueva York, Thomas E. Dewey, resumiendo las quejas soviéticas e instando al juez Dickstein a que tomara el caso bajo consideración. Poco después, el juez Dickstein reservó su decisión en el procedimiento.
El día de la decisión de Dickstein, el 12 de agosto, el asunto dio un giro inesperado cuando Kasenkina saltó desde la ventana del tercer piso del consulado de la calle East 61st. Rescatada por dos agentes de policía, fue trasladada a un hospital para ser atendida por las lesiones sufridas en la caída. «Cuando un detective de la policía le preguntó por qué había saltado, unas seis horas después del suceso, la respuesta de Kasenkina indicó un deseo más fuerte de liberación que de asilo. Naturalmente, las memorias de Kasenkina la presentaban como una heroica buscadora de la libertad».
El consulado, al igual que el de San Francisco (California), fue cerrado el 25 de agosto de 1948, y, basándose en la reciprocidad, la Unión Soviética ordenó el cierre del consulado de Estados Unidos en Vladivostok, y se archivaron los planes para abrir un consulado en la entonces Leningrado. Mientras viajaba a Gotemburgo en el MS Stockholm, Lomakin declaró que aconsejaría a Moscú que no restableciera las relaciones consulares con Estados Unidos.

### 1974-presente
En 1974, Estados Unidos y la Unión Soviética llegaron a un acuerdo para abrir consulados en ciudades de sus respectivos países: Estados Unidos en Kiev (actual Ucrania) y la Unión Soviética en Nueva York. El acuerdo entre los dos países significaba que ningún país podía abrir su consulado antes que el otro. Los soviéticos completaron todas las renovaciones de su edificio en el plazo de un año desde su compra; sin embargo, los estadounidenses no habían terminado la construcción de su consulado en Kiev. En 1978, mientras esperaban a los estadounidenses, los soviéticos compraron el edificio adyacente en el número 11 de la calle 91 Este para utilizarlo como vivienda.
Tras la intervención soviética en Afganistán, en enero de 1980, el presidente estadounidense Jimmy Carter congeló inmediatamente el programa consular, retirando a siete funcionarios consulares de Kiev que habían sido enviados a la República Socialista Soviética de Ucrania antes de la apertura del consulado y ordenando la expulsión de 17 diplomáticos soviéticos que iban a ser destinados al consulado soviético en la ciudad de Nueva York.
El Consulado General de Rusia en la ciudad de Nueva York abrió sus puertas al público el 26 de octubre de 1994 y fue inaugurado oficialmente el 31 de enero de 1995. El consulado cubre la región consular de Connecticut, Maine, Massachusetts, Nuevo Hampshire, Nueva Jersey, Nueva York, Pensilvania, Rhode Island y Vermont.

## Histórico de ubicaciones
Inicialmente, el consulado ruso en Nueva York estaba situado en el número 92 de Bleecker Street (1829). Luego, cada poco tiempo ha ido cambiando de lugar hasta su dirección actual. Tras el primer edificio, ha pasado por más ubicaciones: estuvo en el número 426 de Broome Street (1832-1834), en el número 27 de Beekman St. (1835), en el número 505 de Broome St. (1836-1840), en el número 56 de Broad Street (1842), en el número 407 de Fourth Street (1844-1846), en el número 107 de Tenth Street (1847-1853) y Fourth Ave. 260 (1854-1857), Broadway 7 (1859-1862), Exchange Pl., en el número 50 (1864-1865) y en el 52 (1872-1878), Broadway 31 (1881-1883), State St. 24 (1898), Broadway 68 (1904) o Washington Sq. 22 (1910-1915).
El consulado de la URSS estaba ubicado en la mansión John T. Pratt, en East 61st St. 7-9 (1933-1948), actualmente no conservada, y la Rusia contemporánea en un edificio de estilo renacentista (diseñado por los arquitectos Carrère y Hastings) de John Henry Hammond, un banquero neoyorquino de 1903, en East 91st St. 9 (1994).

## Cónsules generales de Rusia en Nueva York
| Nombre                             | Período         |
| ---------------------------------- | --------------- |
| Alexey Grigorievich Evstafiev      | 1828—1857       |
| Ivan Karlovich Notbek              | 1857—1861       |
| Karl Robert Osten-Sacken           | 1862—1871       |
| Vladimir Alexandrovich Bodisko     | 1871—1878       |
| Pyotr Vikentievich Karchevsky      | 1879—1880       |
| Vladimir Alekseevich Veletsky      | 1880—1884       |
| Roman Romanovich Rozen             | 1884—1890       |
| Alexander Epiktetovich Olarovsky   | 1891—1897       |
| Vladimir Alexandrovich Teplov      | 1897—1902       |
| Nikolay Nikolaevich Lodyzhensky    | 1902—1908       |
| Albert Albertovich Schlippenbach   | 1908—1913       |
| Mikhail Mikhailovich Ustinov       | 1913—1925       |
| Leonid Mikhailovich Tolokonsky     | 1934—1935       |
| Ivan Lvovich Arens                 | 1935—1937       |
| Pavel Yulievich Borovoy            | 1937—1938       |
| Ivan Petrovich Solodov             | 1938—1940       |
| Victor Alekseevich Fedyushin       | 1940—1942       |
| Evgeniy Dmitrievich Kiselev        | 1943—1945       |
| Pavel Petrovich Melkishev          | 1945—1946       |
| Jacob M. Lomakin                   | 1946—1948       |
| Ivan Andreevich Kuznetsov          | 1990—1996       |
| Nikolai Ivanovich Sadchikov        | 1997—1999       |
| Pavel Alekseevich Prokofiev        | 1999—2001       |
| Vyacheslav Alfredovich Pavlovsky   | 2001—2004       |
| Sergey Viktorovich Garmonin        | 2004—2009       |
| Andrey Konstantinovich Yushmanov   | 2010—2012       |
| Igor Leonidovich Golubovsky        | 2012—2017       |
| Sergey Konstantinovich Ovsyannikov | 2017—2023       |
| Alexander Konstantinovich Zakharov | 2023—actualidad |